# ASML
ASML（日: エーエスエムエル、蘭: ASML Holding N.V.）は、オランダ北ブラバント州フェルトホーフェンに本部を置く半導体製造装置メーカーである。ステッパーやフォトリソグラフィ装置など半導体露光装置を販売する世界最大の会社で、16か国に60以上の拠点を有し、世界中の主な半導体メーカーの80パーセント (%) 以上がASMLの顧客である。日本法人はエーエスエムエル・ジャパン株式会社。ユーロネクスト・アムステルダム、NASDAQ上場企業 (Euronext: ASML 、NASDAQ: ASML)。

## 概要
IDMやファウンドリなどの半導体メーカーは、製造する集積回路 (IC) を微細化させている。ICの製造工程は、感光材料（フォトレジスト）の膜で覆われたシリコンウェハー上にパターンを光学的に結像させて露光する手順を1枚のウェハー上で30から40回くり返したのちに加工され、シリコン上に電子回路が形成される。露光機の性能はICの性能に直結するため、ASMLは継続的に研究開発している。
ASMLは液浸技術を採用して2003年以降に躍進したが、現代の液浸露光技術に関する基本特許を保有するニコンと、2019年まで様々に法的紛争した。2006年に出荷された「XT:1700i」は45ナノメートル (nm) 世代の量産に向けたArF液浸スキャナーで、光学系の開口数 (NA) が従来の限界値1.00を超えて1.20を実現した。
近年の露光機は光源に紫外線を発するArFエキシマレーザーと液浸露光技術を用い、2019年に液浸露光装置の解像度が13 nmに達した。
2020年（令和2年）現在でASMLは、7 nmノード以下の露光を可能とする極端紫外線リソグラフィ (EUVL) 装置を、世界で唯一製造して1台240億円で販売する。
光学系は従前からカール・ツァイスが供給しており、レンズは蛍石や石英を使用し、近年は反射鏡を組み合わせた光学系もある。技術をアウトソーシングする戦略は、国内外からオープンイノベーションの成功例とも評価された。
事業が躍進を始めると、2000年代初頭にツァイスが半導体事業を分社して子会社としたSMT社へ資本参加し、2012年に従前から光源を供給するアメリカのサイマーと2020年に他の光学メーカーをそれぞれ買収し、光学技術を内製化した。
ASMLは、オランダの政策金融で破綻を免れたのちに、日本の独走を敵視したアメリカが保有する技術を導入し、他社を買収して成長の契機とした。

## 製品

### 液浸リソグラフィー
液浸リソグラフィは1970年代にバーン・ジェン・リンによって初めて提案されて以来、ASMLは台湾積体電路製造（TSMC）と協力してきた。2004年、TSMCはASMLの液浸リソグラフィを使用して90ナノメートルプロセスの半導体ノードの商業生産を開始した。2011年には、同社のTWINSCAN NXT:1950iシステムは、水浸レンズと波長193nmの光を発生するフッ化アルゴンレーザーを使用して、1時間当たり最大200枚のウェハで32ナノメートルまでのフィーチャーを製造するために使用されている。2011年現在、平均的なリソグラフィ装置の価格は2700万ユーロである。

### DUVリソグラフィー
ASMLの深紫外 (DUV) リソグラフィ装置は、IC の構造を形成する微小な回路を印刷するために、紫外スペクトルを透過する光を使用する。
2009年、ベルギーのIMEC研究センターは、プロトタイプのEUVリソグラフィ装置を用いて、世界で初めて機能的な22ナノメートル CMOSスタティック・ランダムアクセス・メモリ・セル (SRAM) を製造した。 2011年に量産型（非プロトタイプ）のEUV装置を出荷した。

### EUVリソグラフィー
数十年にわたる開発の末、ASMLは2013年に初の量産型極端紫外線露光装置を出荷した。これらの装置は、高エネルギーレーザーを溶融スズの微細な液滴に集光してプラズマを生成し、EUV光を放出することで、波長13.5nmの光を生成する。この光は、世界で最も平坦なツァイス製ミラーに反射され、シリコンウェーハの表面に照射され、チップの設計を実現する。ASMLのEUV製品で最も売れているのはツインスキャンNXE:3600Dで、最高2億ドルもする。トラック1台分の大きさのこの装置を出荷するには、ボーイング747型機3機で180トンを移動させる必要がある。
ASMLは次世代のEUVシステムに取り組み、研究開発目的の顧客への最初の出荷は2023年末に行われる予定である。このプラットフォームは NA を0.33から0.55に増加させることから High-NA と名付けられ、各システムの価格は3億ドルになると予想されている。

### ナノインプリントリソグラフィー
液浸リソグラフィとEUVリソグラフィに加えて、ASMLはインプリントリソグラフィをカバーする充実した知的財産ポートフォリオを有している。

## 世界シェア・ランキング
売上高ベースで2019年のASML露光装置の世界シェアは81.2%である。1996年は日本のニコンが約50%弱、キヤノンが約25%のシェアを獲得していた。ASMLは同ベースで2002年に初めて1位となり、2005年以降ニコンを完全に抜いた。
露光装置の内訳を見ると、EUVで世界シェア100%、ArF液浸で97%、KrFで65%（2018年、売上高ベース）と高分解能の露光装置では圧倒的なシェアを獲得している、装置の価格はEUV装置で一台200億円程度、比較的安い装置でも数十億円は下らない非常に高価な設備である。
2008年の半導体製造装置メーカーランキング (VLSI Research) では、東京エレクトロンを抜き2位に浮上し、2011年の同ランキングではアプライド・マテリアルズを抜き、初めて1位となった。その後2022年度ランキングまでは2位を保持している。
大学との産学連携によって始めたIMECは、今はリソグラフィだけではなく、先端工程開発全般をリードしている。

## 沿革
- 1984年 フィリップス社とASMインターナショナル社がそれぞれ50%ずつ出資する合弁会社ASM Lithographyとして設立[4]
- 1988年 スピンオフし独立した企業となり、旧社名の省略形のASMLを社名とする。
- 1995年 アムステルダム証券取引所およびナスダックに上場[4]
- 2000年 アメリカの同業SVGを買収し、アジア新興勢を取引先としていたASMLが最大の半導体メーカー米インテルへのアクセスを確保して急速にシェアを拡大する。
- 2001年 エーエスエムエル・ジャパン株式会社を設立。同年12月ニコンが特許侵害でASMLを提訴（2004年に和解）[27]
- 2004年8月にArF液浸露光装置の第1世代機（試作機）「AT:1150i」出荷
- 2004年 第2世代機（先行量産機）「XT:1250i」出荷
- 2004年 第3世代機（量産機）「XT:1400i」出荷
- 2006年 第4世代機（量産機）「XT:1700i」出荷
- 2011年 量産型（非プロトタイプ）「NXT:1950i」出荷
- 2012年 次世代露光技術の一つである極端紫外線の開発の加速化のため、世界半導体大手の3社インテル、サムスン、TSMCから約50億ドルの投資を受け入れる。ニコンと長いパートナー関係のインテルが6割の30億ドルを担う事になる[28]。ニコンは同技術の普及が起こる可能性が低いと判断し、2010年代初頭に開発から撤退した
- 2012年 アメリカのサイマーを買収[7]
- 2016年 台湾の漢民微速科技を買収[29]
- 2017年 ニコンがASMLを再び特許侵害で提訴[30]
- 2018年 極端紫外線初の量産機「NXE:3400B」の本格的な出荷と使用の開始
- 2019年 ニコンと和解成立[31]
- 2020年 ドイツのベルライナー・グラス・グループを買収[8]

## 日本法人
日本法人は「エーエスエムエル・ジャパン株式会社」（ASMLジャパン）で、2001年に設立、東京（御殿山トラストタワー）に本社オフィスを持つほか、岩手県北上市、山形県鶴岡市、三重県四日市市、広島県東広島市、長崎県諫早市、熊本県益城郡、大分県大分市にオフィスを持つ。